# Böhmertor (Freistadt)

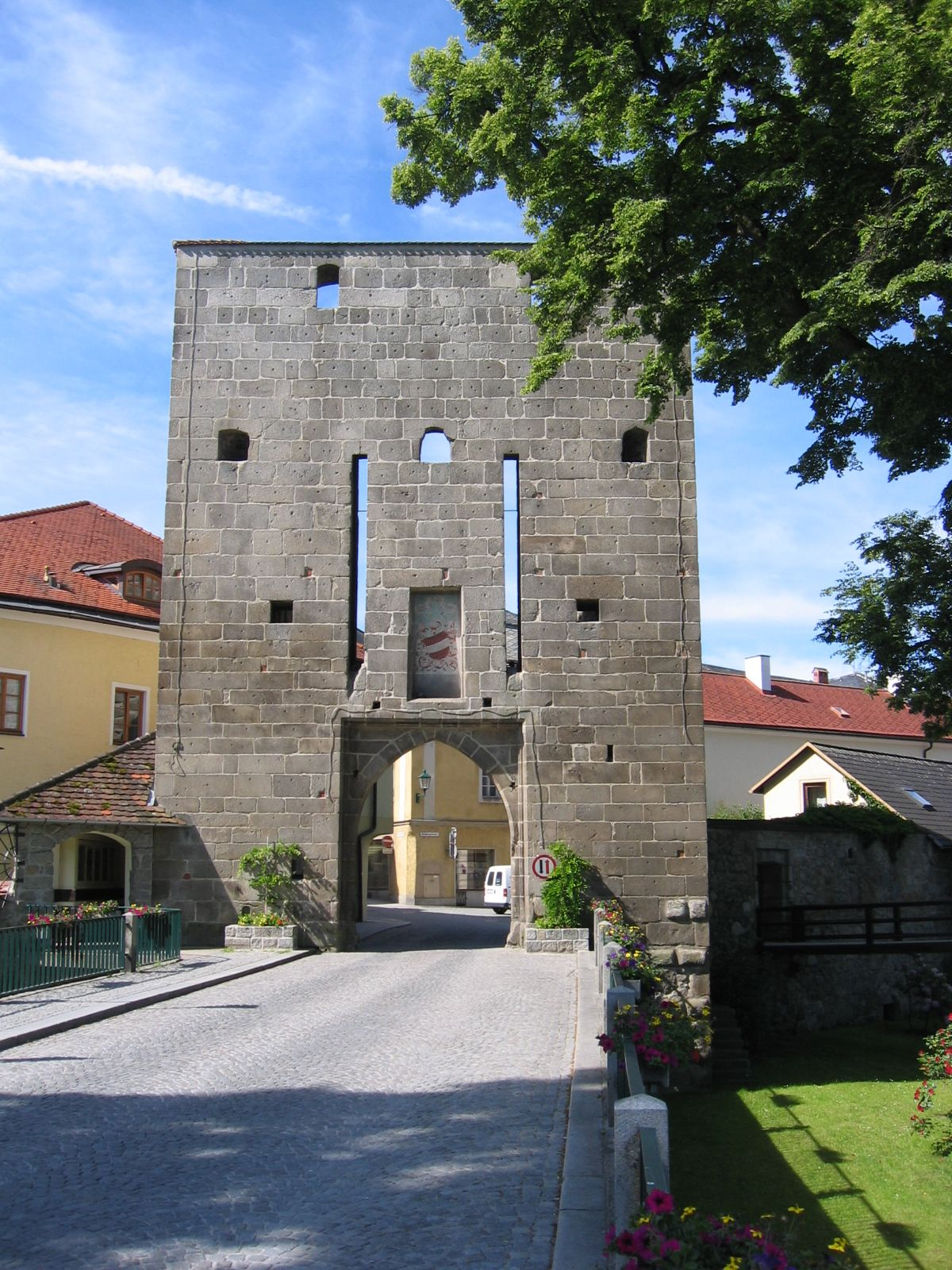
Böhmertor in Freistadt

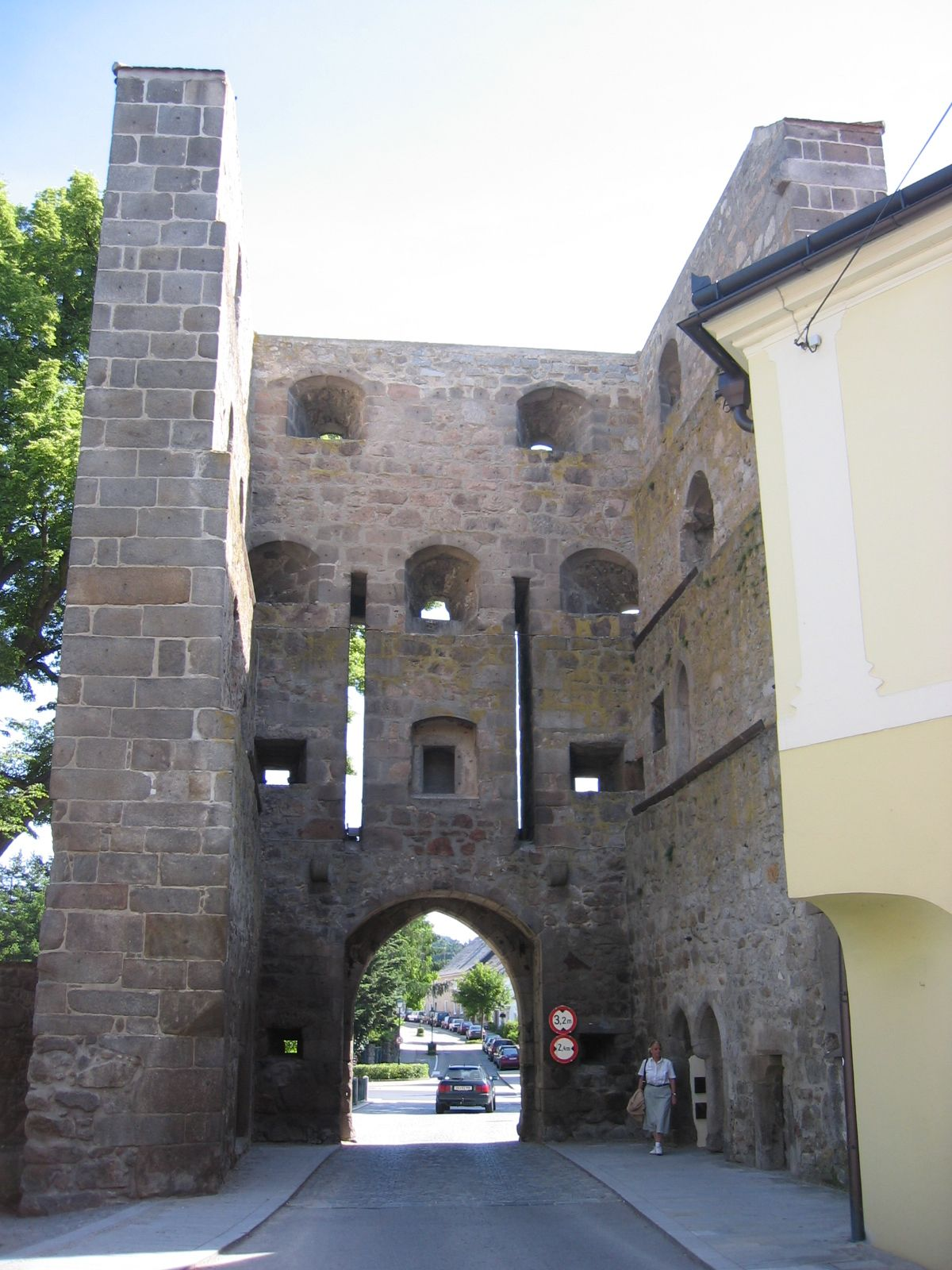
Böhmertor von Innen

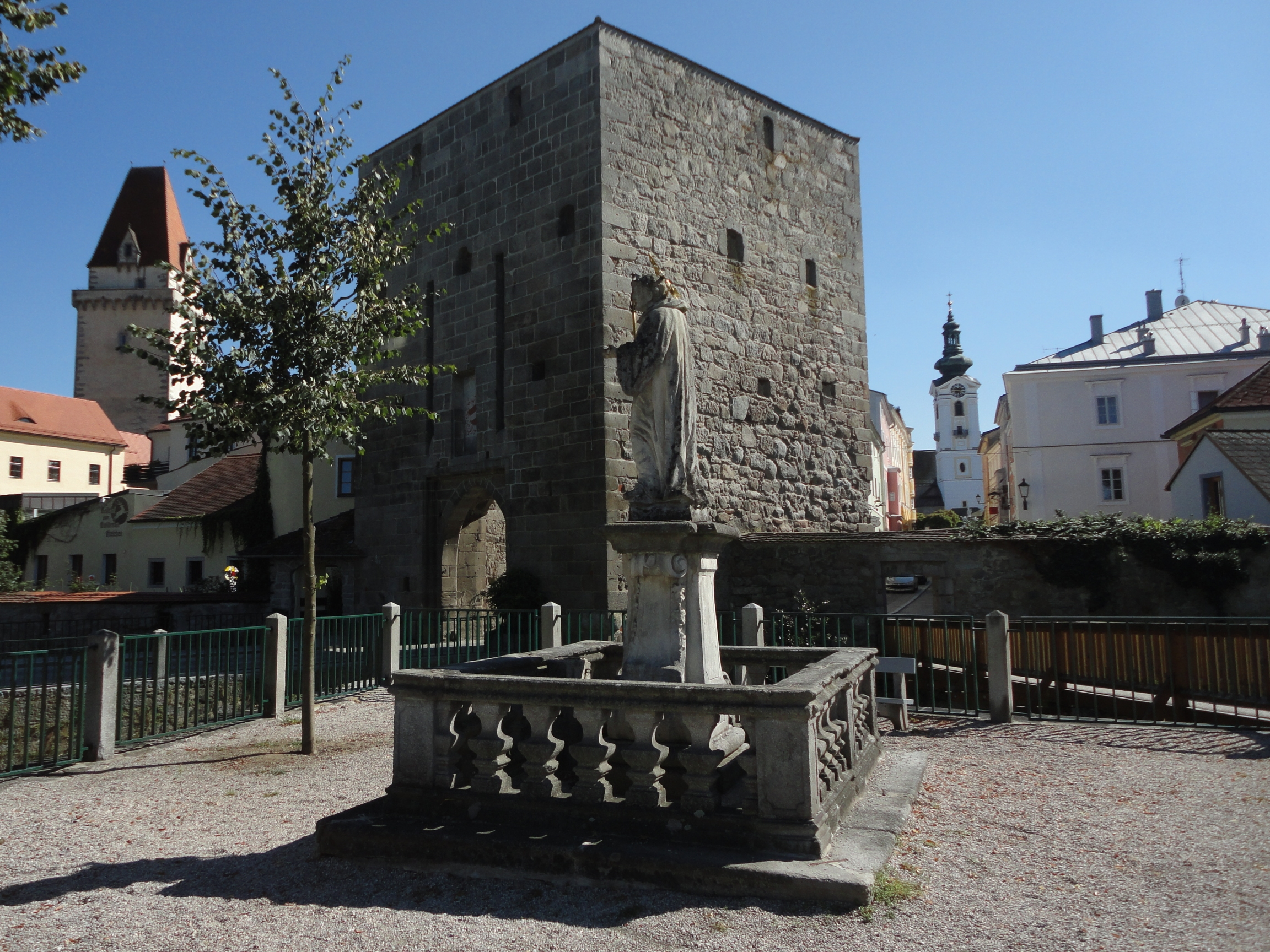
Das Böhmertor von Freistadt aus Nordwesten (mit Heiligem Leonhard davor)

Das denkmalgeschützte Böhmertor ist ein mittelalterliches Stadttor in Freistadt, Oberösterreich. Das Böhmertor ist ein gewaltiger Torturm und hieß früher Spitalstor, weil bis ins 15. Jahrhundert das Freistädter Spital vor dem Tor neben der Liebfrauenkirche stand. Eine andere Bezeichnung war Frauentor, dieser Name entstand wegen der Liebfrauenkirche und dem nahen Frauenteich. Später änderte sich der Name in den Heutigen, da die Straße durch das Tor nach Böhmen führt.

## Geschichte
Es wurde im 13. Jahrhundert am nördlichen Zugang zur Stadt errichtet (im Süden steht das Linzertor) und ist somit eines der ältesten Tore der Stadtbefestigung. Hier liefen nach der Befestigung Freistadts die alte Handelsstraße von Enns nach Böhmen, die spätere Reichsstraße (Linz – Prag) und dann die Bundesstraße 125 durch.
Das Böhmertor ist gänzlich anders als das Linzertor gebaut, obwohl es um 1485 vom gleichen Baumeister Mathes Klayndl umgebaut wurde. Das Böhmertor ist so alt wie die Stadt selbst, die Grundmauern stammen aus dem 13. Jahrhundert. Auf die Grundmauern wurden drei mächtige, 12 Meter hohe Mauern aufgesetzt. Diese drei Außenmauern wurden dann mit dicken Trambalken und einer Holzkonstruktion für drei Stockwerke ausgebaut. Ganz oben wurde in der Barockzeit ein Dachreiter aufgesetzt. Vor dem Böhmertor wurde um diese Zeit eine Bastei aufgeschüttet, heute steht das St. Leonhard Standbild dort.
Der Brand von 1880, von der Schlosskaserne ausgehend, vernichtete die Holzkonstruktion und zog auch die Mauern stark in Mitleidenschaft. Nach dem Brand entstand die Idee, das Tor abzutragen, dies konnte vom damaligen Freistädter Bürgermeister Pemberger verhindert werden. Lediglich die innere Stadtmauer mit dem Stadttor und das oberste Stockwerk (4.) wurde damals abgebrochen. Das Böhmertor wurde nicht vollständig rekonstruiert, daher sind heute nur die Außenmauern zu sehen.

## Heutiges Aussehen
Wie auf dem oberen Bild (rechts) zu sehen ist, besitzt das Böhmertor ein gotisches Spitzbogentor, über dem sich ein doppelköpfiger Adler mit den Wappen der Babenberger, gleichzeitig das Wappen der Stadt Freistadt, befindet. Die Sicherung der Stadt durch eine Zugbrücke ist an den Mauerschlitzen (für die Schwungbalken) zu sehen. Das Tor ragt in den Stadtgraben hinein und durchbricht die äußere Stadtmauer markant. Das untere Bild zeigt die vorhandenen Schießscharten auf allen drei Stockwerken. Die Sitznischen für die Torwächter sind ebenfalls noch zu erkennen, die beiden östlichen wurden 1975 für einen Fußgängerdurchgang umgebaut.